# Racordul Nossegem
Racordul sau Curba Nossegem (în neerlandeză Bocht van Nossegem) este o curbă feroviară de pe linia 36 (Bruxelles – Liège), situată la vest de gara Nossegem. Racordul a fost pus în serviciu pe 11 decembrie 2005. Această porțiune de cale ferată facilitează accesul direct al trenurilor dinspre Leuven către gara Brussels Airport-Zaventem. Acest lucru nu era posibil anterior, călătorii fiind obligați să circule până în gara Bruxelles Nord, de unde trebuiau să efectueze o transbordare într-un tren Airport Express. Prin realizarea acestei legături, timpul necesar unei călătorii dinspre Leuven spre aeroport s-a redus de la circa o oră la aproximativ 15 minute.

## Necesitate
Construcția curbei feroviare Nossegem a fost o componentă a modernizării liniei 36, a liniei 3 a rețelei expres regionale bruxelleze și a proiectului Diabolo pentru ca Brussels Airport să fie mai bine deservit din toate direcțiile de transportul public. Acesta este un exemplu tipic de plan de acțiune al Guvernului Flandrei în cadrul inițiativei START.

## Date tehnice și financiare
Racordul este compus din două linii. Cea mai scurtă, de pe sensul de mers Brussels Airport–Leuven, are o lungime de 1 km, în timp ce linia de pe sensul de mers Leuven–Brussels Airport are o lungime de 1,25 km. Lucrările civile au început în ianuarie 2004, construcția liniei în martie 2005, iar lucrările de alimentare și semnalizare în august 2005. Costurile totale, suportate de Infrabel, s-au ridicat la 21 milioane de euro. Racordul Nossegem este denumit în mod oficial „linia 36C/1”. Racordul închide practic legătura între linia 36 și linia 36C (Zaventem – Brussels Airport-Zaventem).